# Funkensonntag
Als Funkensonntag (in Hessen und Thüringen Hutzelsonntag) bezeichnet das alpine Brauchtum den ersten Sonntag nach Aschermittwoch, also den ersten Fastensonntag (liturgisch Invocavit). An diesem Tag endet an manchen Orten die alte Fastnacht, an anderen (beispielsweise in Basel) beginnt sie am folgenden Montag.

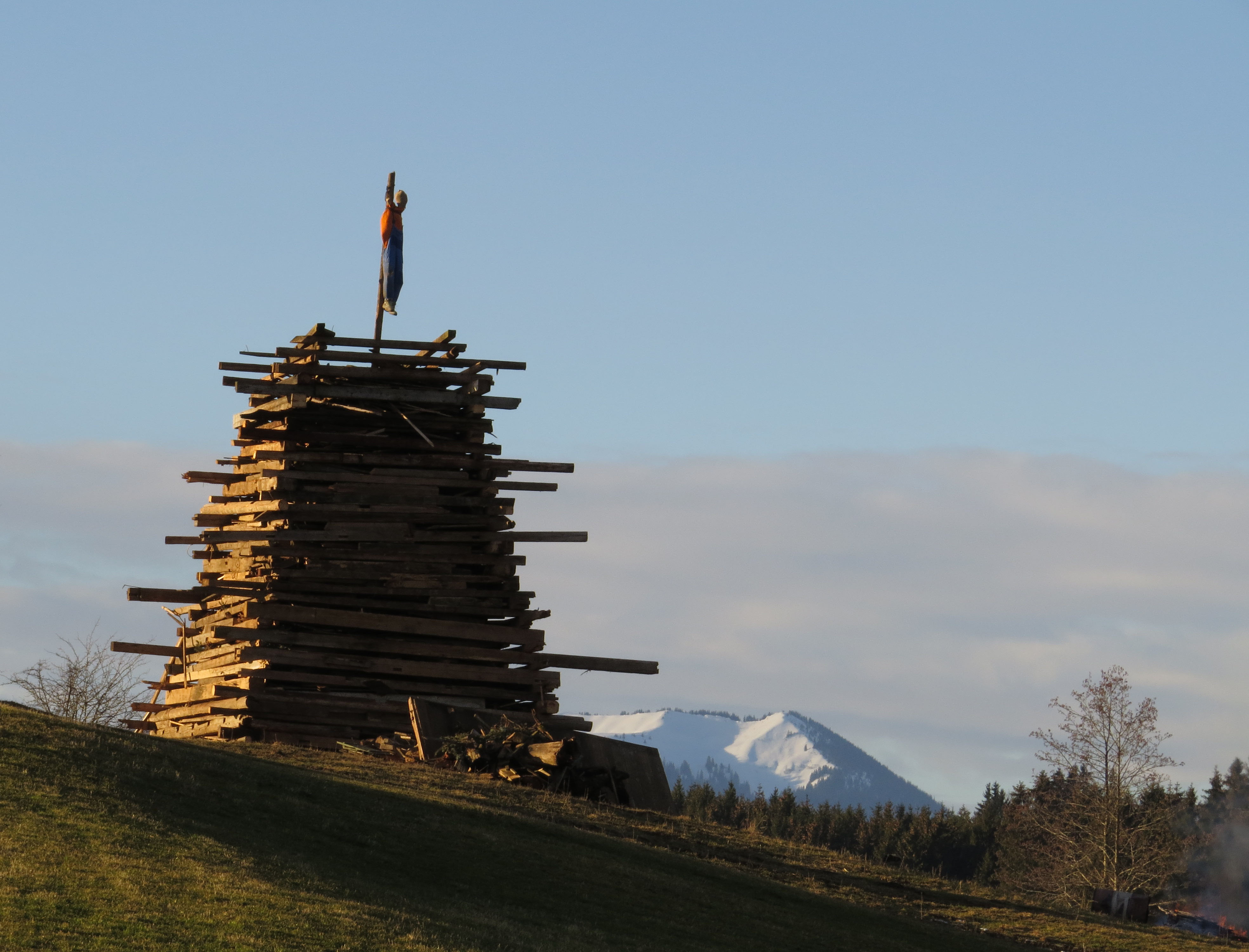
Funken mit Hexe im Allgäu

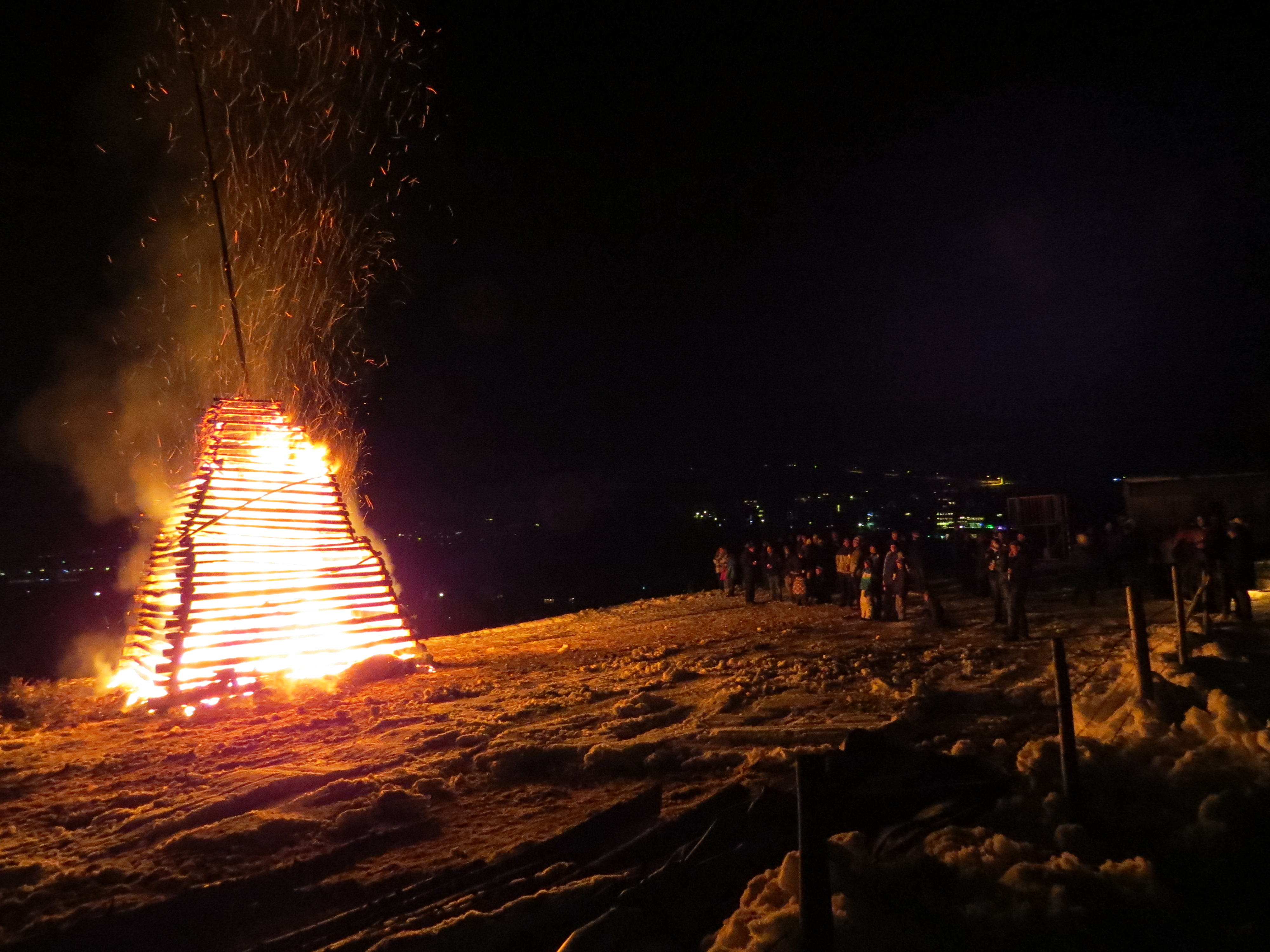
Funkenfeuer bei Sonthofen

## Bräuche
Der Funkensonntag erhielt seinen Namen vom Brauch des Funkenfeuers, der im schwäbisch-alemannischen Raum (Vorarlberg, Schweiz,  Liechtenstein, Allgäu, Oberschwaben, Schwarzwald) sowie im Tiroler Oberland und Vinschgau verbreitet ist und an diesem Tag begangen wird. Dabei wird ein großer Holzturm oder Strohhaufen (Funken) abgebrannt, in den eine Funkentanne mit einer daran befestigten Hexenpuppe gesteckt ist.
Eng damit verwandt ist der Brauch des Scheibenfeuers in Südbaden. In Vorarlberg wird der Funkensonntag nach dem typischen Funkenküchlein zu diesen Festtag auch als Holepfannsonntag oder Küechli- bzw. Küachlisonntag bezeichnet.
Auch in anderen Regionen werden an diesem Tag Feuer im Freien abgebrannt.
In Mittel-, Ost- und Nordhessen und in Thüringen existiert der Brauch des Hutzelfeuers, daher wird der Tag dort als Hutzelsonntag bezeichnet.
Im moselfränkischen Kulturkreis (Südeifel, Luxemburg bis ins Saarland) wird an diesem Tag das Burgbrennen beziehungsweise das Hüttenbrennen gefeiert.
Mit dem Funkensonntag verwandt ist der Chienbäse-Brauch in Liestal, in Deutschland bekannt unter dem Namen Feuerwagenumzug. Auch in Nordfriesland gibt es mit dem Biikebrennen einen ähnlichen Brauch, der am 21. Februar gefeiert wird.

## Trivia
- Die in Kempten geborene Schriftstellerin Nicola Förg lässt in ihrem 2003 erschienenen Band 2 der Kommissar-Weinzirl-Reihe mit dem Titel Funkensonntag den Protagonisten im Allgäuer Umfeld eine Mordermittlung in der Fastenzeit durchführen. Der Ermordete wird am Funkensonntag aus dem Funkenfeuer gezogen.